# توردکوو
توردکوو (به لاتین: Tvrdkov) یک منطقهٔ مسکونی در جمهوری چک است که در شهرستان برونتال واقع شده‌است. توردکوو ۱۹٫۸۸ کیلومتر مربع مساحت و ۲۳۷ نفر جمعیت دارد و ۴۹۵ متر بالاتر از سطح دریا واقع شده‌است.